# Pseudogagrella pingi
Pseudogagrella pingi is een hooiwagen uit de familie Sclerosomatidae.